# 草甸谷 (加利福尼亞州)
草甸谷（英語：Meadow Valley）是位於美國加利福尼亞州普盧默斯縣的一個人口普查指定地區。

## 地理
草甸谷的座標為39°56′13″N 121°03′43″W / 39.93694°N 121.06194°W，而該地最高點為海拔高度1151米（即3776英尺）。

## 人口
根據2010年美國人口普查的數據，草甸谷的面積為22.066平方千米，均為陸地。當地共有人口464人，而人口密度為每平方千米21人。